# Kartnagel
Kartnagel är en förtjockad kloliknande nagel på fingrar eller tår, som ofta böjer sig ner över kanten på fingerspetsen eller tåkanten när den växer ut, samt utåt sidorna. Nageln växer på höjden genom att bilda skikt. Av detta brukar nageln förändra färg, och bli mindre transparent.
Symtomet orsakas ofta av fysiskt trauma som leder till att det är lättare att drabbas av svampangrepp, vilket ofta är orsaken till att nageln skiktar sig och blir tjock. Vid svampangrepp kan nageln anta en missfärgning. Kartnagel kan också bero på akromegali, psoriasis eller ärftliga sjukdomar. Oavsett orsak är det sällan kartnageln läker bort av sig själv.
Kartnagel kan även orsakas av en stigande ålder eller felaktig biomekanik, vilket gör att tillståndet är vanligare hos äldre människor. Borttagande av död vävnad från den förtjockade nagelplattan och elektrisk borrning är två exempel på ingrepp som används för att behandla kartnagel. Som en sista utväg kan kemisk eller kirurgiskt borttagande av nageln utföras, vilket främst görs i komplicerade fall eller i samband med återfall.